# Oleria chanchamayana
Oleria chanchamayana är en fjärilsart som beskrevs av Günter Theodor Tessmann 1928. Oleria chanchamayana ingår i släktet Oleria och familjen praktfjärilar. Inga underarter finns listade i Catalogue of Life.